# Манастир Шемљуг
Манастир Шемљуг, такође познат и као Манастир Сарача (рум. Mănăstirea Săraca) православни је манастир код села Мали Шемљуг у делу Баната који припада Румунији. Најстарији поуздани извори о постојању овог манастира потичу из 16. века, а локалне традиције га сматрају и старијим. Припадао је Српској патријаршији, односно Карловачкој митрополији. Укинут је 1778. године по наредби хабзбуршких државних власти и претворен у пархијску цркву. Обнова монашког живота започета је 1932. године, под окриљем Румунске православне цркве, којој обновљени манастир и данас припада.

## Историја
Током старије историје, манастирско село се звало Моравице (данашњи Мали Шемљуг), а назив је добило по оближњој речици Моравици, па је и сам манастир забележен под тим именом у османским пописним дефтерима из друге половине 16. века, који представљају најраније поуздане изворе о историји овог манастира.
Манастирско село је запустело током рата 1738. године, а са манастиром је било повезано као прњавор, тако да је некадашња Моравица понекад називана и Прњавор или Прњаворица, односно Прњавица или Прњава (Párneavorica, Pernyavcza, Pernyáva, Pârneava), назив Мали Шемљуг се усталио тек у 19. веку, ради разликовања од оближњег Великог Шемљуга.
По српској традицији основао га је у 15. веку деспот Јован Бранковић. Цркву је 1443. године уредио монах Макарије из манастира Тисмана. У њему се налазила икона (иначе рађена 1644. године за манастир Крушедол!), на којој су приказани деспот Јован Бранковић, деспотица Ангелина и њихови синови. Сликар Никола Нешковић је 1753. године, по налогу епископа вршачко-карансебешког Јована, насликао копију и то је његов први а једини потписани рад. Требало је да иконописац однесе у фрушкогорски манастир Крушедол, и стару икону - оригинал и копију.
Манастир Шемљуг је припадао Вршачкој епархији Карловачке митрополије. У турском времену је манастирски храм био посвећен Успењу Прсвете Богородице, а од обнове 1730. године - Ваведењу Пресвете Богородице.
Стара манастирска црква посвећена Успењу Пресвете Богородице (1624) није сачувана. Нова је подигнута 1730. године, за време аустријског цара Карла VI а при игуману Симеону. Ктитор храма био је Ђурица (Ђуричко) Лазаревић са одраслим синовима Николом и Живаном. Никола Лазаревић је био званичник у темишварском магистрату и умро је 1760. године. Постоји сачуван запис из 1730. године, који сведочи о осликавању манастирске богомоље. Радили су ту зограф Андрија Раичевић, његов син исто Андреј и ученици - помоћници Јован и Киријак. Српски зографи су се држали - чували својим делом раскошну средњовековну традицију. На западном црквеном зиду је представљена породица ктитора храма.
Игуман Пајсеј је марта 1624. године стигао у погранично руско место Путиваљ. Кренуо је да по Русији скупља милостињу за обнову манастира. Три године касније јула 1627. године ишао је опет у православну царевину Русију са истом намером, сада у друштву ђакона Антонија. Прикључили су им се калуђери манастира Милешеве, који су такође кренули у Русију.
На изборном црквено-народном сабору 1749. године у Карловцу, учестовао је шемључки игуман Филотеј. При манастиру током 18. века ради иконописачка школа.
У сачуваном инвентару из 1771. године види се да манастир има свете честице моштију мученика Артемона, мученика Арете и Марије Магдалене. Манастирски посед је велики а помаже манастир Никола Оберкнежевић Лучић. Манастирско братство чине три калуђера те године: намесник Генадије Марковић, и монаси Јоаникије Максимовић и Никифор Новаковић.
Године 1774. ту је постојала српска школа. Иста је укидањем манастира постала 1777. године световна. Манастирска црква је постала од тада по статусу парохијална и била предата у лето 1778. године селу Бућину.
Аустријски царски ревизор Ерлер је 1774. године констатовао да манастир Шемљуг (Сарака) припада Жамском округу, Вршачког дистрикта. Становништво је било претежно влашко.
Шемљуг је укинут 1777. године царском одлуком о смањењу броја православних манастира. Православни клир и народ су се томе противили; са реализацијом се отезало. Земља манастирска предата је оближњем манастиру Месићу, где је са свим покретностима, иконама и богослужбеним предметима прешло и манастирско братство. Пресељење је изведено коначно 16. јуна 1778. године, и то након неколико пооштрених налога. Епископ Поповић је са вршачким капетаном изашао у Шемљуг, а направио је и прецизни распоред пресељења.
Братство су 1775. године чинили нова лица (без оних који се помињу 1771): игуман Јов Поповић (из Брадичана, у Влашкој), намесник Михаило Вујановић (из Гостинице, у Србији), јеромонах Дионисије Петровић (из Веларије, у Влашкој) иначе духовник за Влахе, јеромонах Рафаило Станковић (из Аламоша, у Ердељу), јеромонах Атанасије Ђуровић (из Коморишта, код Вршца), јеромонах Ананије Јовановић (из Керпе, у Влашкој), и монах Пахомије Михајловић (из Чакова). Од наведених Петровић, Ђуровић и Јовановић су знали само влашки језик.

## Епилог
Манастир Шемљуг је 1782. године продат на лицитацији, купцу породици Јована Остојића из Темишвара. Јованови синови Јован, Петар и Георгије су убрзо решили да манастир постане маузолеј њихове племићке породице. У 19. веку са северне стране близу манастира био је салаш Пере Остојића спахије. Док је био власништво Остојића, манастир је пропадао, па је прозван Săraca, што значи "сиромашан". Године 1934. манастир је купљен за потребе румунске епископије у Карансебешу. Оживео је као манастир али више није био посвећен Ваведењу Пресвете Богородице. Слави се црквени румунски празник 9. август. Између 1959-1978. године био је опет укинут, а црква је постала парохијска. У то време, од 1963. године ради се комплетна репарација. Сада је опет жив, мушки манастир.